# أوريليو فالي
أوريليو فالي (بالإنجليزية: Aurelio Valle)‏ هو موسيقي أمريكي، ولد في القرن العشرين.

## وصلات خارجية
- الموقع الرسمي
- أوريليو فالي على موقع IMDb (الإنجليزية)
- أوريليو فالي على موقع ميوزك برينز (الإنجليزية)
- أوريليو فالي على موقع ديسكوغز (الإنجليزية)
- أوريليو فالي على موقع قاعدة بيانات الفيلم (الإنجليزية)